# Lorraine O'Grady
Lorraine O'Grady (Boston, 21 de setembro de 1934 – Nova Iorque, 13 de dezembro de 2024) foi uma artista, escritora, tradutora e crítica de arte. Com uma carreira que expandiu mais de cinco décadas. O'Grady trabalhou com linguagens que vão da arte conceitual e arte performática e integra fotografia, instalação e vídeo. A artista explorou a construção cultural de identidade – particularmente a da subjetividade feminina negra – moldada pela experiência da diáspora. O'Grady estudou no Wellesley College e no Workshop para Escritores, da Universidade de Iowa. Ela alcançou o reconhecimento como artista aos 45 anos de idade.
Em relação ao propósito da arte, O'Grady disse em 2016: "Acho que o primeiro objetivo da arte é nos lembrar que somos humanos, seja lá o que for. Suponho que a política em minha arte poderia ser para nos lembrar que somos todos humanos."
O'Grady morreu em sua casa na cidade de Nova York, em 13 de dezembro de 2024, aos 90 anos.

## Educação e Carreira
O'Grady nasceu na cidade de Boston, Massachusetts, filha de pais jamaicanos, que ajudaram a estabelecer a Igreja de São Cipriano, a primeira igreja episcopal das Índias Ocidentais em Boston. A artista relembra se sentir visualmente atraída pela forma e estética da "igreja alta" da vizinha St. John's of Roxbury Crossing.
O'Grady se completou os estudos na Wellesley College, onde se formou em Economia e se especializou em Literatura Espanhola, no ano de 1955. Em 2017, O'Grady recebeu a homenagem Wellesley College Alumnae Achievement Award, pelo histórico de sua carreira.
A artista adquiriu o título de mestrado em Ficção na Universidade de Iowa, pelo Writers' Workshop antes de se dedicar a carreira de artista visual em 1980.
No início de sua carreira, O'Grady trabalhou como analista de inteligência para o Departamento de Trabalho e Estado em Washington D.C., tradutora profissional e crítica de rock. O'Grady vive e trabalha no Meatpacking District da cidade de Nova York.

## Prática artística

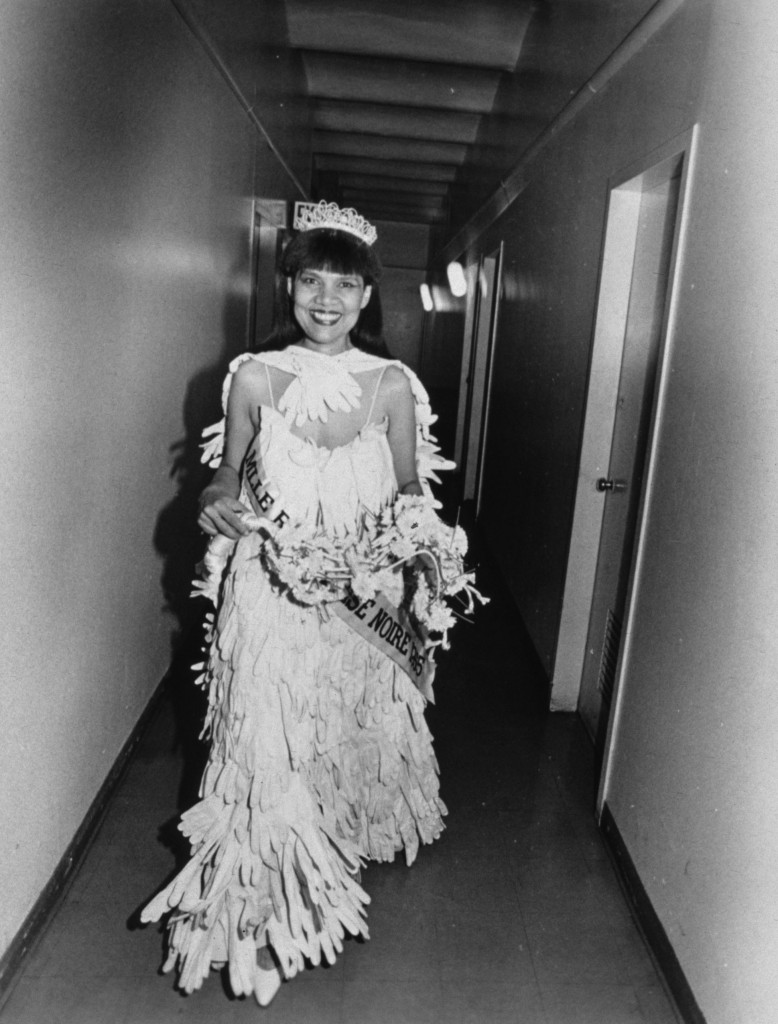
O'Grady como Mlle Bourgeoise Noire

No início dos anos 1980, O'Grady criou a persona de Mlle Bourgeoise Noire, que adentrava as aberturas de  exposições de arte usando um longo vestido e uma capa feita de 180 pares de luvas brancas. Mlle Bougeoise Noire, distribuia flores, e depois se chicoteava, em um ato ao qual ela refere como "o chicote-que-fazia-as-plantações-mover".
No decorrer da acao, O'Grady gritava poemas de protesto que comentavam sobre as desigualdades e segregação racial no mundo da arte. Sua primeira apresentação como Mlle Bourgeoise Noire foi em 1980 na galeria Just Above Midtown de Linda Goode Bryant em Tribeca.
Em 1983, ela concebeu uma última performance participativa como Mlle Bourgeoise Noire chamada Art Is ..., que consistia em um carro alegórico, o qual ela inscreveu na Parada Anual Afro-Americana, no Harlem. O projeto se tornou "a peça de maior sucesso imediato de O'Grady". O carro alegórico foi conduzido por Adam Clayton Powell Boulevard, a própria artista (no personagem Mlle Bourgeoise Noire) e uma trupe de 15 artistas, pessoas negras e latinas, todas vestidas de branco, que andavam ao redor do carro alegórico e carregavam molduras douradas e vazias."
A performance não apenas encorajou os espectadores – principalmente pessoas de cor – a se considerarem arte, mas também chamou a atenção para o racismo no mundo da arte. Publicadas pela primeira vez mais de três décadas depois, as fotografias da performance de O'Grady continuam a celebrar a negritude e a reivindicar a arte de vanguarda como um meio negro.
Em setembro de 2022, O'Grady recebeu um perfil aos 88 anos em um artigo na The New Yorker Magazine.

### Exposições (seleção)
O'Grady expôs pela primeira vez aos 45 anos, após anos de sucesso em diferentes carreiras como analista de inteligência do governo americano, tradutora literário e crítica de rock.
Seu trabalho, de cunho fortemente feminista, tem sido amplamente exibido, principalmente nos Estados Unidos e na Europa. A performance inicial de O'Grady Mlle Bourgeoise Noire foi revisitada pela critica de arte internacional, ao ser colocada como trabalho de entrada na exposição histórica WACK! Art and the Feminist Revolution, no Los Angeles County Museum of Art ou LACMA, em 2007.
Em 2009, O'Grady estampou o artigo da capa da revista de Artforum, e sua apresentação individual na mais importante feira de arte contemporânea dos Estados Unidos, a Art Basel Miami Beach atraiu a atenção da mídia. Em 2010, O'Grady participou na Bienal do Museu Whitney, em Nova York.
Desde então, seu trabalho tem sido apresentado em exposições seminais, incluindo: This Will Have Been: Art, Love & Politics in the 1980s ; Presença Radical: Performance Negra na Arte Contemporânea, En Mas': Carnaval e Performance Art do Caribe, We Wanted a Revolution: Black Radical Women 1965-85, no Museu do Brooklyn e que viajou para o museu de arte na cidade de Buffalo, Nova York; Museu Afro-Americano da California, e para o Instituto de Arte Contemporânea, Boston.
A exposição investiga anos de arte feminista negra  através de vários meios, incluindo vídeo, escultura, performance, fotografia e pintura, ela decidiu qual retrataria melhor sua expressão. A obra de cada artista é inserida no contexto histórico dos movimentos culturais durante 1965-85.
Uma exposição retrospectiva sobre o conjunto da artista, Lorraine O'Grady: Both/And, ficou em exibição no Museu do Brooklyn, Nova York, de 5 de março a 18 de julho de 2021. Para a exposição, a artista colaborou com a historiadora e crítica de arte, Aruna D'Souza em uma antologia de seus escritos.

## Escritos e Textos Autorais
A coletânea de escritos autorias de O'Grady foi publicada recentemente pela Editora da Universidade Duke (Duke University Press), em 2020. Os textos foram editados pela historiada de arte Aruna D'Souza.
Além dos artigos que ela escreveu para a revista Artforum e Art Lies, seu ensaio, "Olympia's Maid: Reclaiming Black Female Subjectivity", já foi publicado em diversas fontes, mais recentemente em The Feminism and Visual Culture Reader (2ª edição, Routledge, 2010), por Amelia Jones (org.).

### Crítica de rock
Uma crítica inicial de O'Grady sobre a noite em que Bob Marley e os Wailers abriram para Bruce Springsteen no Max's Upstairs em Manhattan, em 18 de julho de 1973, foi rejeitada na época pelo editor do Village Voice, veículo parao qual colaborava. Na ocasião, o editor disse: "É muito cedo para esses dois."
A resenha foi publicada pela primeira vez quase 40 anos depois em Max's Kansas City: Art, Glamour, Rock and Roll, 2010, um livro de fotos com textos de O'Grady, Lou Reed, Lenny Kaye e Danny Fields, entre outros, e foi recentemente reimpresso em Writing In Space.

### "A Empregada de Olympia" (Olympia's Maid)
O texto "Olympia's Maid: Reclaiming Black Female Subjectivity" é um ensaio originalmente publicado no livro New Feminist Criticism: Art, Identity, Action, em 1992. A primeira parte do ensaio foi publicada em Afterimage 20 no verão de 1992. Desde então, o ensaio tem sido amplamente referenciado em trabalhos acadêmicos e trata de uma crítica cultural da representação dos corpos femininos negros e a reivindicação do corpo como um local de subjetividade feminina negra. Sobre a importância da auto-expressão, O'Grady escreveu: “para nomear a nós mesmos, em vez de sermos nomeados, devemos primeiro ver a nós mesmos".

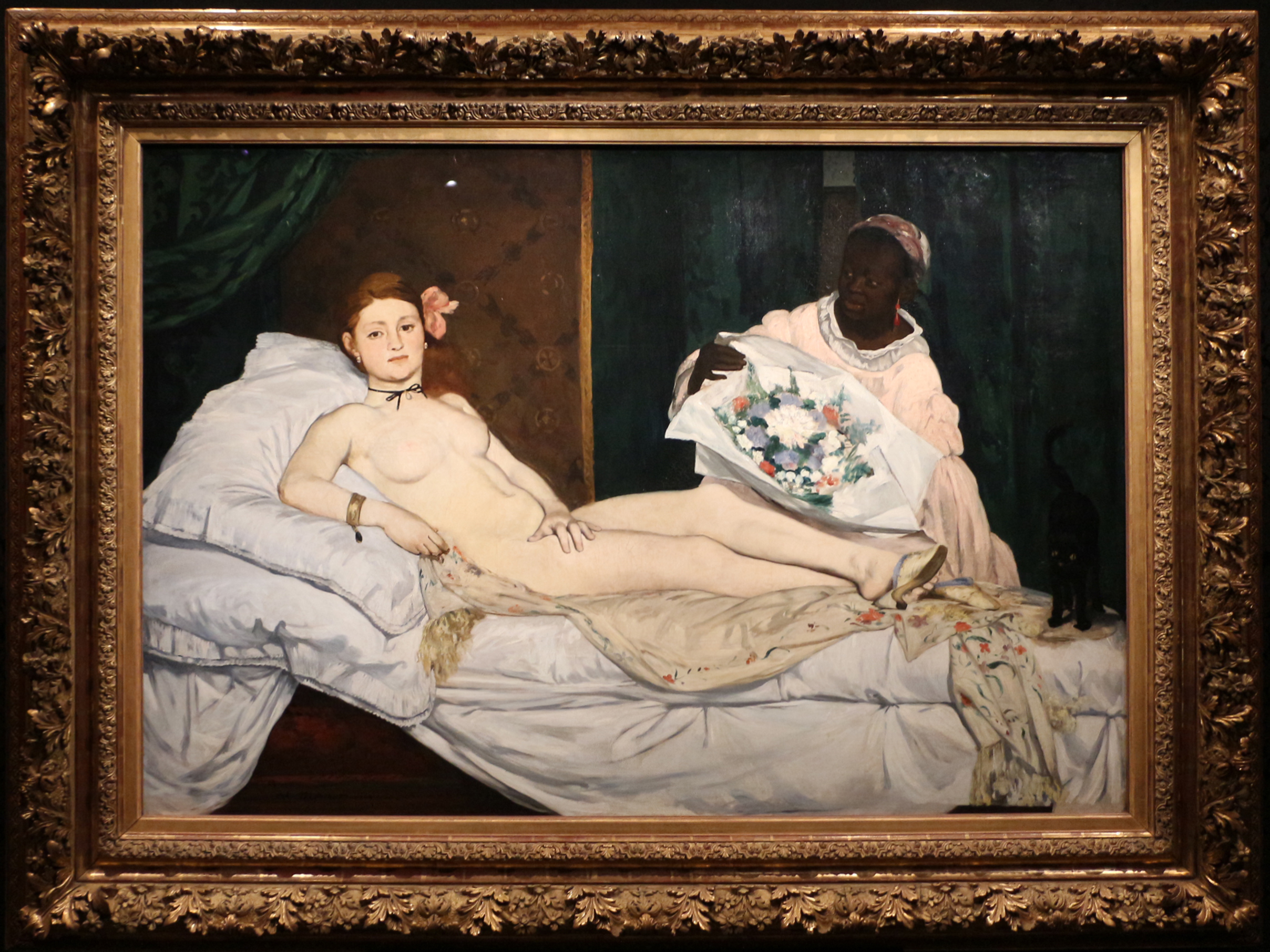
Édouard manet, olympia, 1863

O'Grady usa a pintura vitoriana Olympia do artista do século XX Édouard Manet como um exemplo da representação eurocêntrica da feminilidade negra. A pintura apresenta uma figura feminina desnuda, modelada por Victorine Meurent com um figura feminina negra, modelada por Laure, a servente de Meurent, ao fundo. "A imagem da mulher negra construída nesse período refletia tudo o que a mulher branca não era." O Ocidente, O'Grady escreve, "construiu a mulher não-branca como invisível."

## Prêmios e Honrarias
O'Grady realizou a Bunting Fellowship em Artes Visuais, no Radcliffe Institute for Independent Study da Universidade de Harvard, na cidade de Cambridge,  em Massachusetts entre os anos de 1995 e 1996. O objeto de sua pesquisa foi a internet.
Entre 1997 e 1998, ela foi membro sênior do Vera List Center for Art and Politics, na New School University, em Nova York.
Em 2009, ela recebeu o prêmio Anonymous Was A Woman, um United States Artists Rockefeller Fellowship em Artes Visuais, em 2011, o Distinguished Feminist Award da College Art Association em 2014 e um Creative Capital Award in Artes Visuais em 2015.
Em outubro de 2017, ela recebeu o Alumnae Achievement Award, a mais alta honraria concedida aos ex-alunos da Wellesley College, Massachusetts.

## Coleções
Obras de Lorraine O'Grady fazem parte de coleções permanentes de grandes museus por todo o mundo, como o Museu de Arte Moderna de Nova York; o Instituto de Arte de Chicago, em Illinois; o Museu do Brooklyn, Nova York; Museu e Centro Cultural Davis, em Wellesley, Massachusetts; o Fogg Museu de Arte de Harvard, Cambridge, Massachusetts; o Museu de Arte do Condado de Los Angeles, Califórnia; o Rose Art Museum, na Brandeis University, em Waltham, Massachusetts; o Studio Museum no Harlem, Nova York; o Wadsworth Atheneum, emHartford, Connecticut; o Walker Art Center, em Minneapolis, Minnesota; o Worcester Art Museum, Massachusetts, o Pérez Art Museum Miami, entre outros.